# 馬車ギャラリー
馬車ギャラリー（La Galerie des Carrosses）は、フランス、ヴェルサイユにある博物館で、ヴェルサイユ宮殿の一部である大厩舎(Grande Écurie)内にある。
入館無料。

## 所在地
Place d’Armes, Versailles, France
宮殿正面を背にして左（北）側の大厩舎内。

## 沿革
1831年、国王ルイ・フィリップは、フランス革命に端を発する王家の所持品の破壊と競売を免れた美術品を集め、ヴェルサイユ宮殿を「フランスのすべての栄光のために」と銘打った美術館として公開することにし、馬車もその一環として収集された。
1837年、宮殿が美術館として一般公開される。
1851年、馬車が、建築家シャルルオーギュスト・ケステル(Fr)がトリアノンに建てたトリアノン乗物博物館(Musée des Voitures de Trianon)で一般公開。アンシャン・レジーム期のソリ、セダンチェアもこの時までに収集された。
1978年、トリアノンのコレクションが、大厩舎内に移管された。建物は1913年にフランスの歴史的建造物に指定されていたが、当時、国防省、県の資料部、国立美術学校などの事務棟として使用されており、文化財の再生に奔走していたヴェルサイユ宮殿のキュレーターからの強い要望で馬車の収蔵展示場所になることになったためである。代わりにトリアノンの博物館は取り壊され、1985年、大厩舎でコレクションが公開された。
2006年に、展示スペースを拡大するためにいったん閉館し、2016年にGalerie des Carrosses 「馬車ギャラリー」の名称でオープン。拡大工事に際し、ミシュラン企業財団のメセナを受けた。

## 建物の特徴
大厩舎は、王の第一建築家、ジュール・アルドゥアン＝マンサールが1679年から1682年にかけて建設した。
左右対称の建物で正面の広場を囲み、中央に半円形の柱廊を構える。
中央部分奥は、現在ヴェルサイユ馬術アカデミーの劇場として使われている屋内馬場があり、柱廊北側に厩舎の入り口、南側に馬車を展示するギャラリー入り口がある。
馬車ギャラリー部分も元厩舎であるため、馬術学校の厩舎とは、天井、壁の様式、通路、照明の形式が同じであり、またそのような元の状態を損なわないように修復されている。馬車は、馬房のあった場所に置かれている。
拡張工事により、展示場所は２つの厩舎に広がり、合計1000m2になった。

## コレクション
18世紀から19世紀までのフランスの馬車を中心に、馬具、ソリ、セダンチェアなど。
元来ルイ16世時代までは、王族が死去すると馬車やセダンチェアはすぐに厩舎から出されてやがて売り払われていたことと、フランス革命による王家の物品の破壊、競売を経ているため、アンシャンレジーム期のものは少ない。
馬車には、地面の衝撃をやわらげる構造、馬が車両を牽引し御者が馬に指示する仕組みなど、快適に乗るための当時最先端の工夫を見ることができる。
また、馬具や馬車内外の細やかな装飾は最高級の職人技の集大成で、設計、家具、馬具および馬車製造の技はもとより、鏡、ブロンズ、鍵、金箔、溶接、塗装、彫金、織物、組紐などの仕上がりを隅々まで堪能できる。
展示されている馬車は年代を経て複数の人物の祭典で使われ、またそのために改造、修復が繰り返された。
収蔵例：
- ナポレオン１世とマリー・ルイーズの結婚時に使われた馬車（1810）
- ルイ１８世葬送時（1824）の馬車
- シャルル10世戴冠式時（1825）の馬車
- ルイ16世の息子、後のルイ17世の小型馬車（1785）。ルイ16世が購入したサンクルー城(Château de Saint-Cloud)の庭で、羊に引かせて散歩させた。
- 1740年頃製造のソリ
- 1770年頃製造のセダンチェア

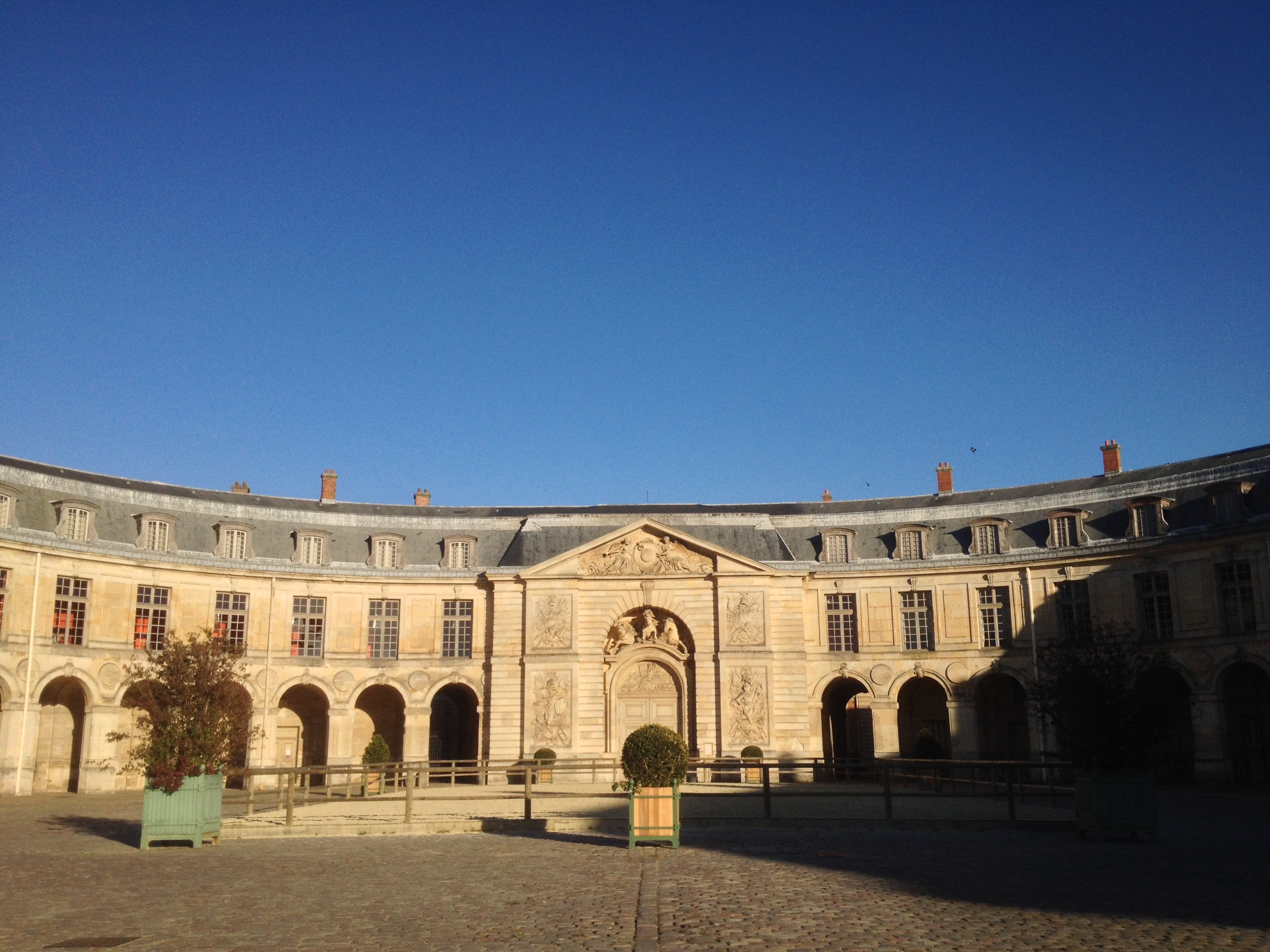
大厩舎正面
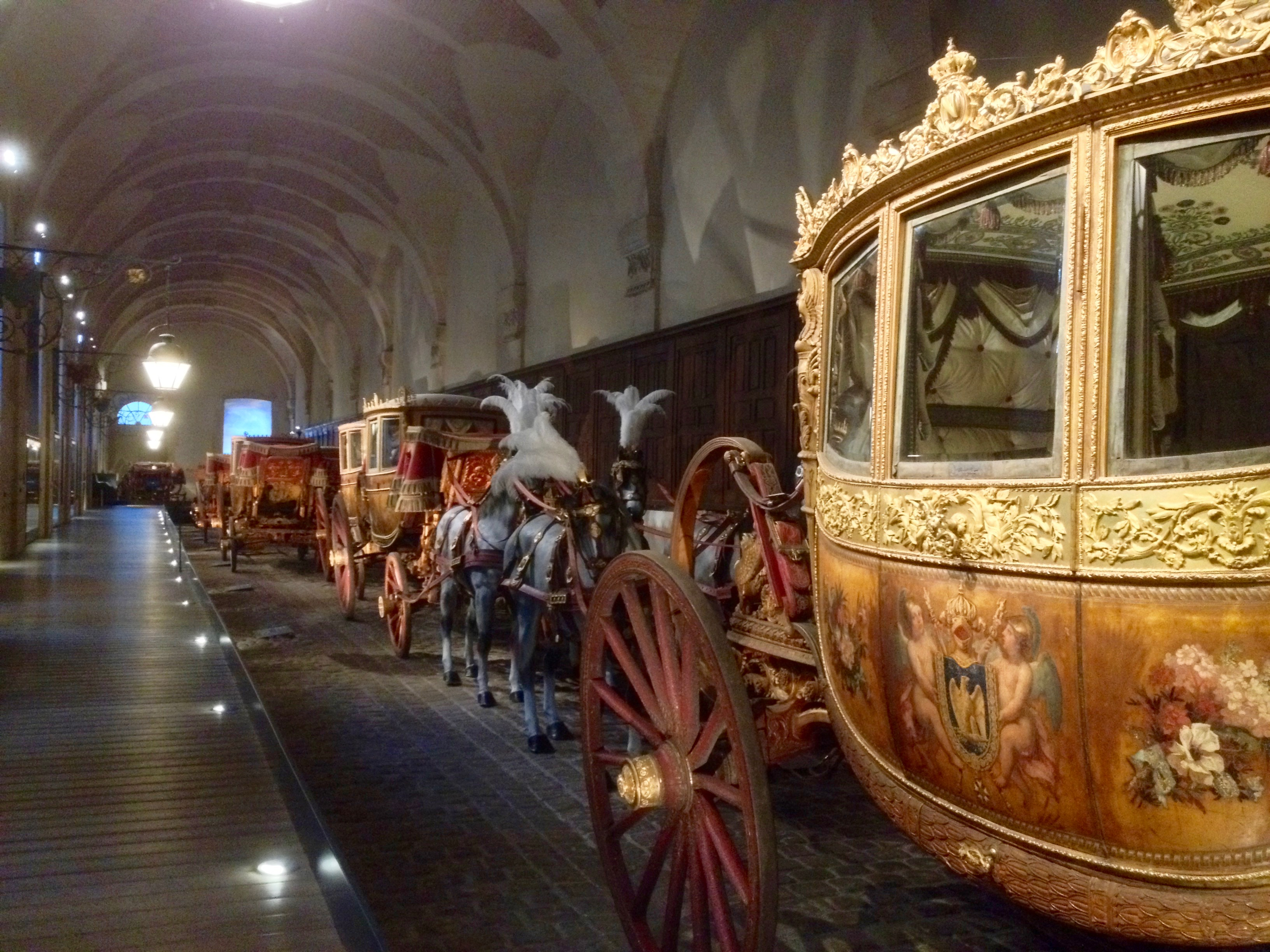
馬車ギャラリー内部
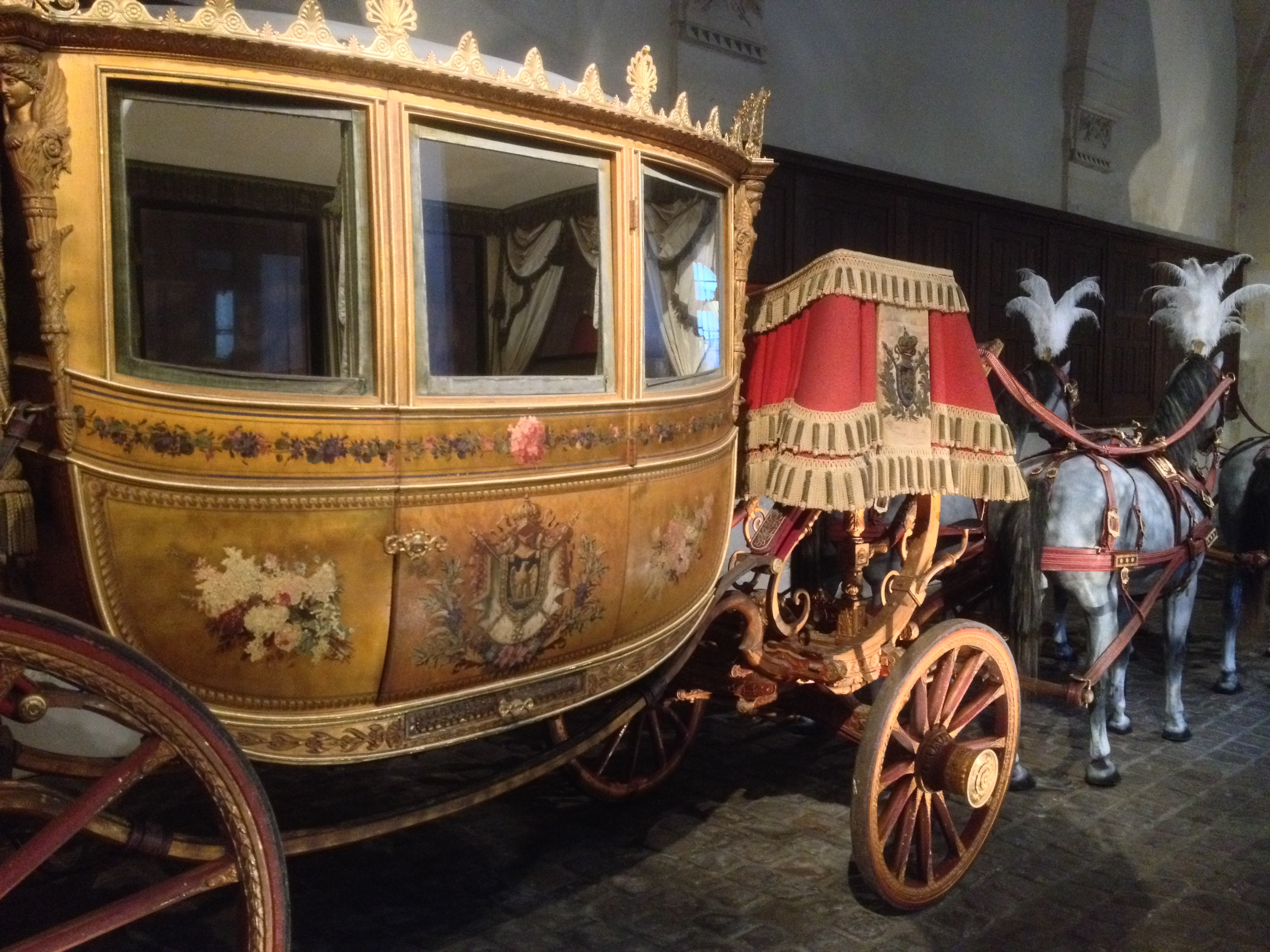
ナポレオン1世とマリー・ルイーズの結婚時の馬車。その後1853年、ナポレオン3世の結婚時に改修され、1856年のナポレオン3世の息子の洗礼時に修復。
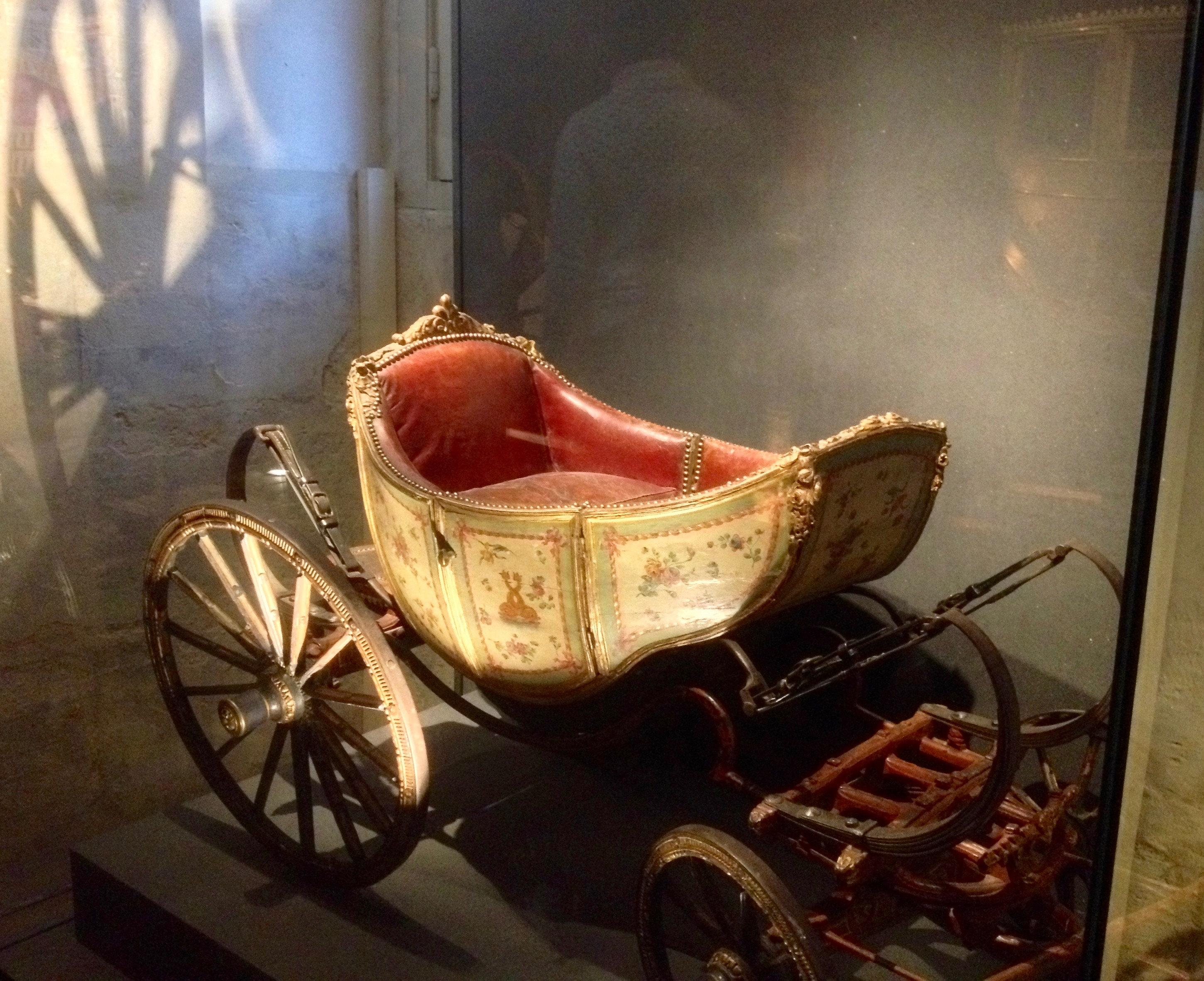
幼児期のルイ17世が乗った散歩用馬車
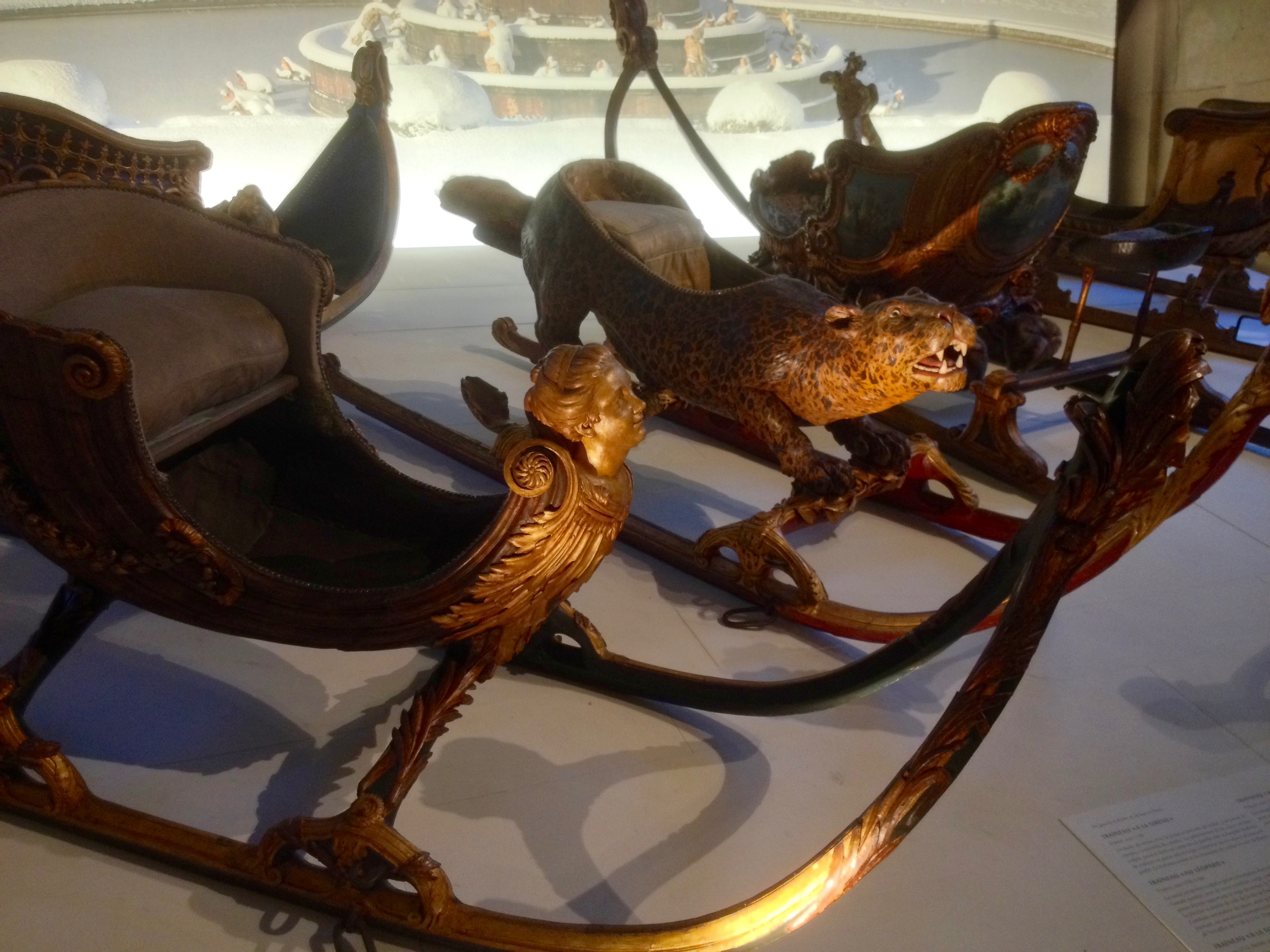
ソリ；海の精セイレンや豹が彫刻されている
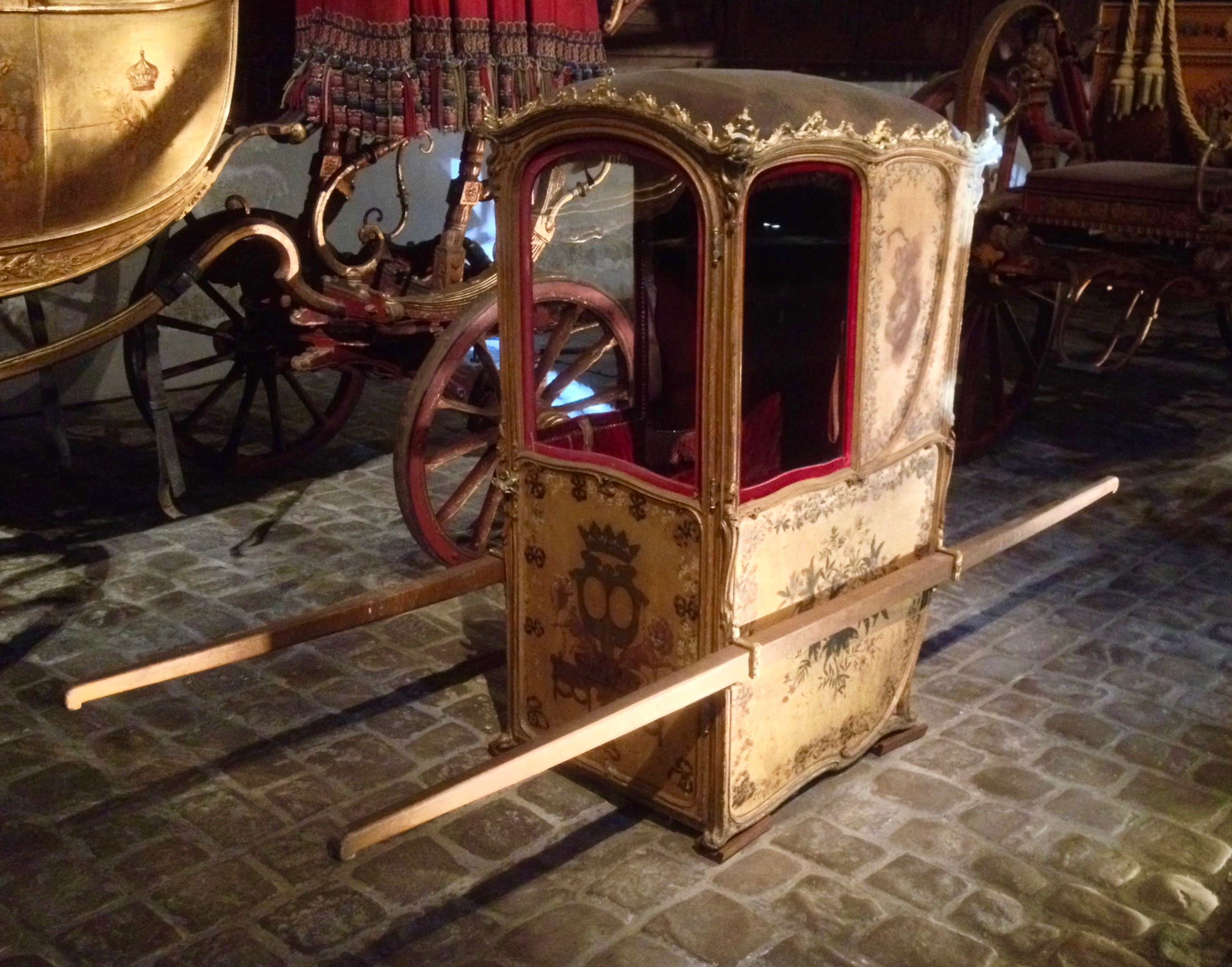
セダンチェア
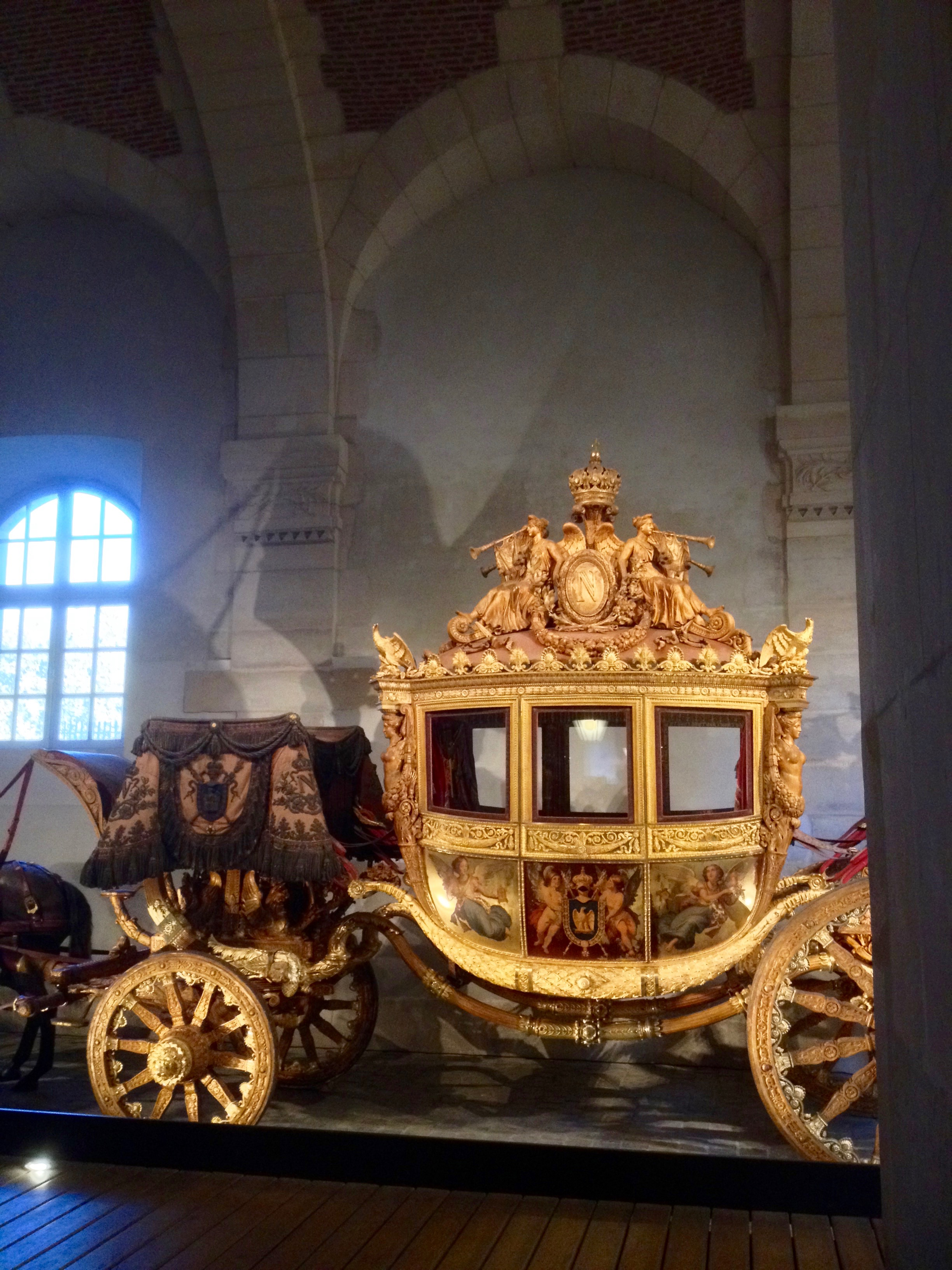
シャルル10世の戴冠時の馬車。その後1853年にナポレオン3世の戴冠式のために改修されてNのイニシャルが付く。

## 大厩舎の他の施設
- ヴェルサイユ馬術アカデミー、Académie des Equestres nationale du domaine de Versailles（練習風景、音楽と馬術のショーが観覧できる。見学有料。）
- 厩舎（馬術アカデミーの一部。ここと上演期間外の劇場内部の見学だけも可能。見学有料。）
- ヴェルサイユ市資料館[7]（街の歴史についての展覧会が開催されることもある。）